# Rio Navia
O rio Navia nasce em Pedrafita do Cebreiro (Lugo) e desemboca formando uma ria em Navia, Astúrias, entre o Cabo de San Agustín e Peñafurada.

## Comprimento
Do rio: 99,4 km; de seus afluentes: 160 km.

## Afluentes
O mais importante é o Ibias, que tem um comprimento de 60,5 quilômetros e uma área de bacia hidrográfica algo superior a 300 quilômetros quadrados. Parte do curso superior deste rio está no interior do Parque Natural de las Fuentes de Narcea y del Ibias. Outros afluentes são: o rio Carbonel, o rio Llouredo, o rio d'Or e o rio Augüeira com seus afluentes: o rio d'Ío e o rio Soutelo. 

## Localidades de passagem
Da foz em direção à nascente:
Navia (capital do concelho de Navia), Porto (Coaña), El Espín (Coaña), Arbón (Villayón), Serandinas (Boal), Doiras (Boal), Lantero (Illano), Gío (Illano), Pesoz (capital do concelho de Pesoz), San Emiliano (Allande), Vistalegre (Grandas de Salime), Os Coutos (Ibias) e Navia de Suarna e Los Nogales na província de Lugo.
O grande desnível existente até sua chegada ao mar tem sido aproveitado para a construção de várias usinas hidrelétricas.

## Origem do nome
Dentro do estudo La toponimia asturiana de origen indoeuropeo prelatino realizado por Martín Sevilla Rodríguez e publicado pelo Principado das Astúrias em 1984 diz-se que o nome deriva do vocábulo indo-europeu naus que significa “barco”, podendo ser encontrados termos paralelos a naus em outras línguas de origem indo-européia:
- navya (“navegável”)
- naviya (“frota, esquadra”)
- neios (“naval”, no sentido de relativo à nave)

O estudo concluiu então que o rio foi chamado Nawia em uma língua indo-européia falada na região em tempos bastante remotos e que lhe foi dado esse nome por tratar-se de um rio navegável. Posteriormente, com a romanização, chegou-se à forma Navia atual.
A partir do ponto de vista etimológico, a expressão rio Navia quer dizer essencialmente rio navegável.